# Alkemiska symboler

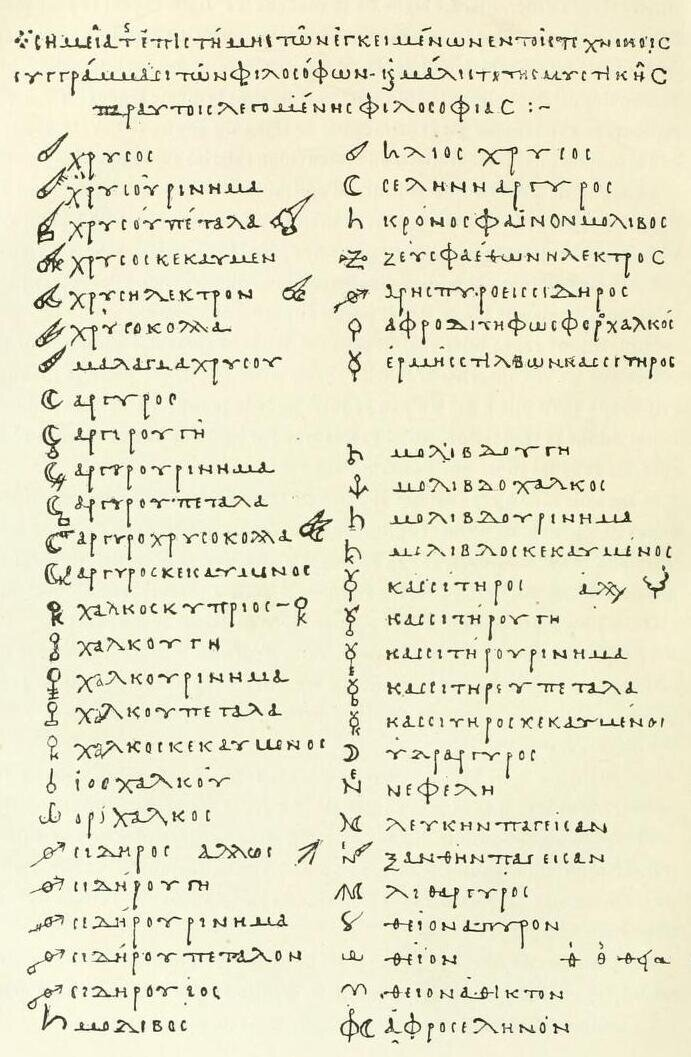
Manuskript Marcianus graecus 299, folio 6. Lista över symboler som används i alkemi. De två första posterna är χρυσός "guld" och χρυσὸς ῥίνημα "guldfils".

Alkemiska symboler, se även alkemi, har använts för att beteckna vissa element och föreningar.

## Tre egenskaper
Alkemisten schweiziske alkemisten och mystikern Paracelsus (1493–1541), antog att ett objekt alltid kunde delas upp i tre grundläggande beståndsdelar som han kallade Tria Prima:
- Svavel är objektets innersta väsen
- Kvicksilver är dess benägenhet till förändring
- Salt är det som är stabilt hos objektet och det som kvarstår efter förändringsprocessen

## De fyra elementen
Västerländsk alkemi använder de klassiska grekiska elementen. Symbolerna för dessa är:
- Jord
- Vatten
- Luft
- Eld

## De sju metallerna
Sju metaller sattes i samband med de sju klassiska himlakropparna och har därför samma symboler:
- Guld domineras av Solen ☉ 🜚 (   )
- Silver domineras av Månen ☽ (  )
- Koppar domineras av Venus ♀ (  )
- Järn domineras av Mars ♂ (  )
- Tenn domineras av Jupiter ♃ (  )
- Kvicksilver domineras av Merkurius ☿ (  )
- Bly domineras av Saturnus ()[1]

## Världsliga element
Andra metaller och element som alkemisterna beskrev och använde sig av:
- Antimon ♁
- Arsenik 🜺
- Vismut 🜘
- Platina
- Svavel
- Zink

## Enheter
Ett flertal symboler gällde enheter för tid, vikt och volym. 
- Timme 🝮
- Dram, eller drachm ʒ , en halv dram 🝲
- Uns ℥ , en halv uns 🝳
- Skrupel eller scrupulum ℈
- Pund ℔